# Parassonia
Parassonia ou parassónia são distúrbios do sono caracterizados por movimentos anormais durante o sono, causando interrupções no modelo saudável de repouso e como consequência gerando sonolência, cansaço e menor desempenho cognitivo e físico durante o dia.

## Classificações
As parassonia incluem:
- Despertar confusional (acordar confuso, desorientado e assustado, comum em crianças e adolescentes);
- Terror noturno (acordar recorrentemente com pesadelos e muita ansiedade);
- Sonambulismo (agir sem despertar completamente de um sono profundo);
  - Distúrbios alimentares noturnos (levantar para comer sem despertar completamente, uma forma de sonambulismo);
  - Distúrbio sexual noturno (fazer sexo enquanto dorme, uma forma rara de sonambulismo)
- Distúrbio comportamental do sono REM (movimentar-se enquanto está sonhando);
  - Sonilóquio (fala incompreensível durante um sonho, um possível sintoma do distúrbio comportamental do sono REM);
- Bruxismo (ranger os dentes);
- Síndrome das pernas inquietas (sacudir as pernas mesmo enquanto dorme);
- Paralisia noturna (acordar e não conseguir se mover);
- Enurese noturna (urinar na cama)
- Catatrenia (transtorno respiratório que gera gemidos)
- Síndrome da cabeça explodindo (escutar uma explosão imaginaria pouco antes de dormir ou acordar)